# کارل اررا
کارل اررا (اسپانیایی: Carl Herrera‎؛ زادهٔ ۱۴ دسامبر ۱۹۶۶) بازیکن بسکتبال اهل ونزوئلا است.
از باشگاه‌هایی که در آن بازی کرده‌است می‌توان به باشگاه بسکتبال رئال مادرید، دنور ناگتس، سن آنتونیو اسپرز، و هیوستون راکتس اشاره کرد.
وی در مسابقات کشوری و بین‌المللی در مجموع برندهٔ ۱ مدال برنز شده‌است.